# 熊崎伸治朗
熊崎 伸治朗（くまざき しんじろう、1993年6月21日 - ）は、トップウェストA中部電力ラグビー部に所属するラグビー選手。

## プロフィール
- 愛知県出身。
- ポジションはフッカー(HO)。
- 身長 179cm、体重 106kg
- ニックネームはしん、くましん、Shin。
- U20ノースハーバー州代表に選ばれたことがある[1]。

## 来歴
2012年、ケルストンボーイズ高校卒業後、パナソニック ワイルドナイツに加入。
2013年、ノースハーバーU20代表チーム挑戦のため、パナソニックを退団。
2015年、近鉄ライナーズに加入。
2016年12月3日に行われたジャパンラグビートップリーグ第10節のNECグリーンロケッツ戦に途中出場で公式戦初出場を果たす。
2019年、中部電力ラグビー部に加入。